# فوزية فهيم
فوزية عباس فهيم (9 ديسمبر 1931 -) هي عالمة كيمياء حيوية وعالمة أحياء بيئية مصرية.

## حياتها
ولدت في 9 ديسمبر عام 1931، في محافظة الفيوم بمصر اشتهرت بعملها على معرفة تأثير سم الثعبان وحمض يودواستيتك لعمل مضاد للورم. حاليا هي أستاذة الكيمياء الحيوية بجامعة عين شمس في مصر. أسهمت فوزية إسهاما كبيرا في مجال صحة الطفل والصحة المهنية وقضايا التلوث في مصر. في الفترة ما بين عام 1957 إلى 1962 عملت فوزية فهيم كمُعِيدة بكلية الهندسة قسم الكيمياء بجامعة القاهرة. حصلت على منحة حكومية من المملكة المتحدة، حيث التحقت بجامعة برمنغهام من أكتوبر 1962 إلى يونيو 1965.
في عام 1966 عملت كمُعِيدة بقسم الكيمياء الحيوية جامعة عين شمس. وفي عام 1975 أصبحت أستاذ مساعد. وأصبحت أستاذ متفرغ منذ عام 1980 ومازالت تحتفظ بهذا المنصب. شغلت فوزية فهيم منصب رئيس قسم الأحياء والعلوم الطبيعية بمعهد البحوث والدراسات البيئية بجامعة عين شمس في الفترة من 1983 إلى 1989.
حصلت فوزية فهيم على بكالوريوس العلوم من جامعة القاهرة، عام 1954. ونالت ماجستير العلوم في مجال الكيمياء من جامعة القاهرة عام 1962. وفي عام 1965 حصلت على شهادة الدكتوراة من جامعة بيرمينغهام بإنجلترا. ألفت د فوزية وشاركت في تأليف أكثر من 80 بحث علمي.

## حياتها الشخصية
في عام 1959، تزوجت فوزية من "صلاح الدين محمد المهدي"، أستاذ نظرية تصميم الآلات بكلية الهندسة، جامعة عين شمس. توفي صلاح عام 1994.
أنجبوا ثلاثة أبناء: سلوى (طبيبة أطفال)، محمد (طبيب باطني) وخالد (مهندس مدني).

## كتب ومؤلفات
- الاعلام والمرأة .[7]

## منشورات مختارة
- Fahim, Fawzia A; Esmat, AMR Y; Mady, Essam A; Ibrahim, Emad K (2003). "Antitumor Activities of Iodoacetate and Dimethylsulphoxide Against Solid Ehrlich Carcinoma Growth in Mice". Biological Research. 36 (2): 253–62.
- doi:10.4067/S0716-97602003000200015.
- PMID 14513720.
- Fahim, FA; Esmat, AY; Mady, EA; Ahmed, SM; Zaki, MA (2002). "Biological activities of the crude skin toxin of the Suez Gulf oriental catfish (Plotosus lineatus) and its antitumor effect in vivo (mice)". Journal of natural toxins. 11 (4): 283–95.
- PMID 12503871.
- Fahim, Fawzia A.; Fleita, Daisy H.; Ibrahim, Abdallah M.; El-Dars, Farida M. S. (2001). "Evaluation of some Methods for Fish Canning Wastewater Treatment". Water, Air, & Soil Pollution. 127: 205–26. doi:10.1023/A:1005292204184.
- Fahim, Fawzia A.; Esmat, Amr Y.; Hassan, Gehan K.; Abdel-Bary, Abeer (2000). "Biochemical changes in patients with combined chronic schistosomiasis and viral hepatitis C infections". Disease Markers. 16 (3–4): 111–8.
- doi:10.1155/2000/732754.
- PMID 11381190.
- Fahim, Fawzia A.; Esmat, Amr Y.; Fadel, Hoda M.; Hassan, Khaled F. S. (1999). "Allied studies on the effect of Rosmarinus officinalis L. On experimental hepatotoxicity and mutagenesis". International Journal of Food Sciences and Nutrition. 50 (6):

413–27.
- doi:10.1080/096374899100987.
- PMID 10719582.
- Fahim, Fawzia A.; Morcos, Nadia Y.S.; Muhammad, Faten Z.; Esmat, Amr Y. (1989). "Role of dietary magnesium and/or manganese variables on ehrlich ascites tumor‐bearing mice". Nutrition and Cancer. 12 (3): 279–86.
- doi:10.1080/01635588909514027.
- PMID 2771804.
- Mady, E. A. (2002). "Antitumor and biochemical effects of Echis coloratus crude venom on Ehrlich ascites carcinoma cells in vivo". Journal of Venomous Animals and Toxins. 8 (2): 283–96.

doi:10.1590/S0104-79302002000200008.

### كتب ومؤلفات
- الاعلام والمرأة .[7]

## أطلع أيضا
- فاتن زهران محمد